# Coupure (Gent)

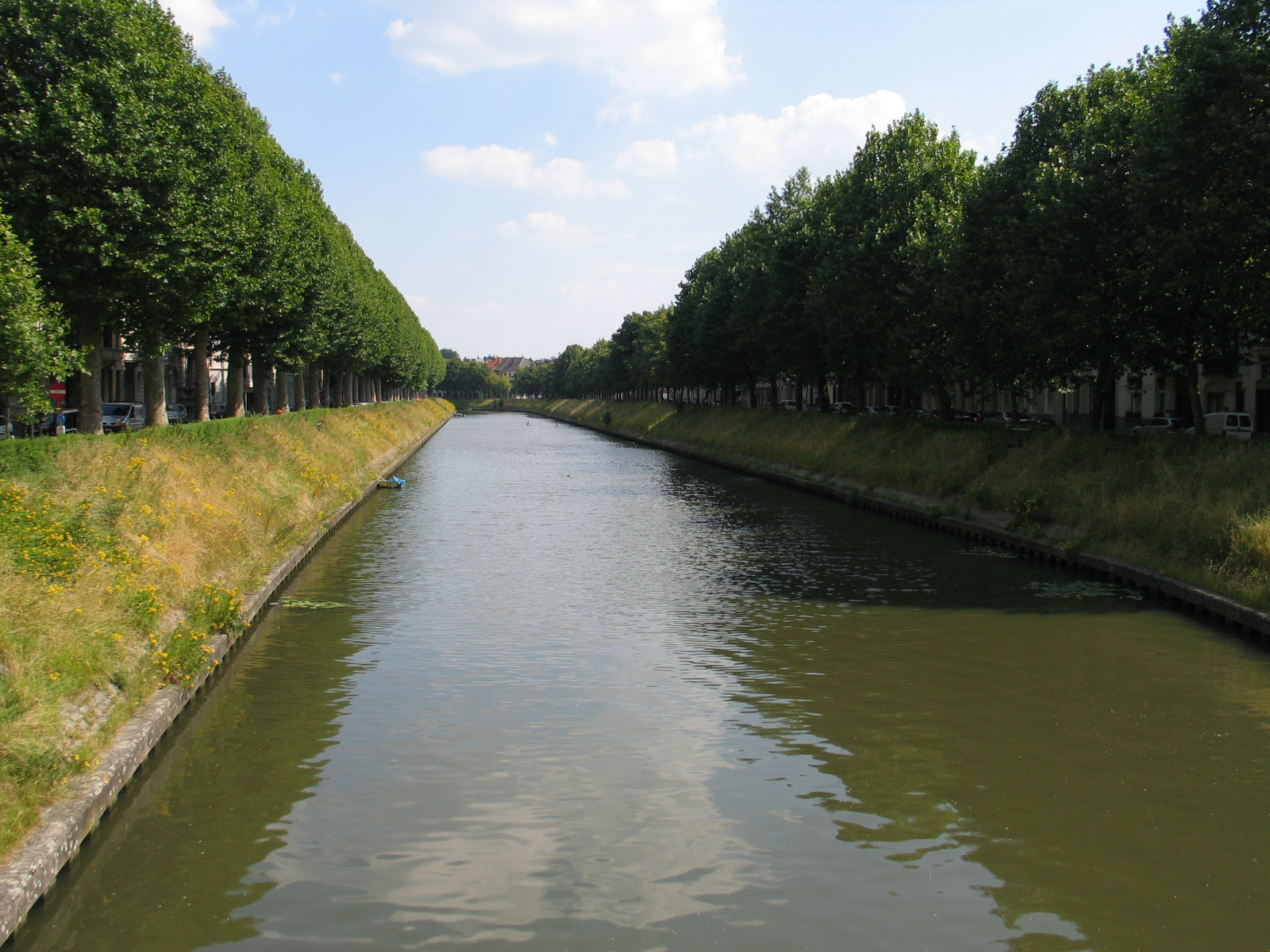
De Coupure

De Coupure is een kanaal in de Belgische stad Gent. Het kanaal werd in 1751 gegraven krachtens een octrooi van Maria Theresia van Oostenrijk en haar gevolmachtigd minister Antoniotto Botta Adorno. De Coupure verbindt de Leie met de Brugse Vaart. De waterloop werd, inclusief de beplanting en bruggen, in 1981 als stadsgezicht beschermd.
Op de linkeroever ligt de bekendste en drukste fietsverbinding in Gent.

## Geschiedenis
Door de scheiding van de Nederlanden had de handel in de Zuidelijke Nederlanden een nieuwe impuls nodig. De Schelde werd in 1648 gesloten en zo verloor de Sassevaart zijn economische betekenis. De Lieve was niet meer aangepast aan de tonnenmaat van de toenmalige schepen. In 1751-1753 werd dan de Coupure gegraven, met een bocht om de bebouwing heen, door het landelijk gebied bij Ekkergem, dat weliswaar binnen de stadsomwallingen lag. Dit gebeurde in opdracht van minister Botta Adorno, die samen met het graven van de Coupure tegelijkertijd de Brugse Vaart en het kanaal Brugge-Oostende liet verbreden, waardoor Gent opnieuw verbinding kreeg met de Noordzee. Het eerste schip voer in december 1753 door de Coupure. Om nog meer diepgang te hebben werd in de 18e eeuw de Agneetesluis gebouwd.
In de 18e en 19e eeuw was de omgeving van de Coupure nog landelijk. Wandelwegen ontstonden links en rechts van de Coupure, breed genoeg om ze met paard en koets te berijden. Platanen werden aangeplant in 1785. Lusttuinen, buitenverblijven en zomerhuisjes verrezen, sommige bezet door dames van lichte zeden.

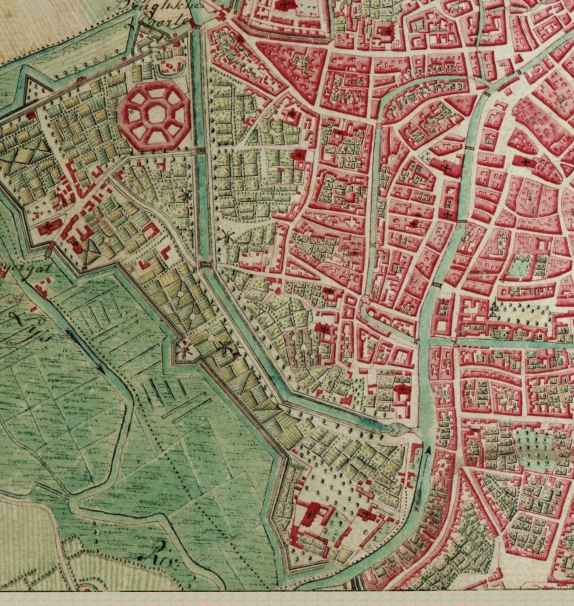
De Coupure op de kaart van Ferraris

De gezonde lucht aan de Coupure was de aanleiding voor de vestiging van het Bijlokehospitaal, het Geneesgesticht voor Oogziekten en later de Refuge van Maria.
In 1773 liet Maria Theresia een provinciale gevangenis bouwen aan de Rozemarijnbrug, het intussen verdwenen Rasphuis. Deze modelinstelling, geïmiteerd in Engeland en Pruisen, had de vorm van een achthoek en kon circa 1500 gevangenen herbergen. De gevangenis werd in 1935 gesloten en in 1937 afgebroken om plaats te maken voor de Rijkslandbouwhogeschool die later als faculteit bio-ingenieurswetenschappen deel zou gaan uitmaken van wat de Universiteit Gent zou gaan heten.
Aan het begin van de Coupure, vlak bij de Leie, werd tussen 1778 en 1780 een 150 m lang stapelhuis gebouwd, het Keizerlijk entrepot dat rond 1850 gedeeltelijk werd gesloopt en vervangen door herenhuizen.
Op het eind van de 18e eeuw, bij het begin van de Industriële revolutie verrezen tussen de talrijke windmolens de eerste architecturaal verzorgde industriegebouwen. In 1772 bouwde een zekere De Vroe er al een tabaks- en snuiffabriek. In de 18e eeuw volgden nog een knopenfabriek, een blikslagerij, een suikerraffinaderij en een zoutraffinaderij.
In 1835 en 1836 werd aan de rechterkant van de coupure het casino van Gent gebouwd naar ontwerp van architect Louis Roelandt. Dit werd een van de eerste tentoonstellingsruimtes voor de Gentse Floraliën. Het gebouw werd begin 20e eeuw afgebroken om plaats te maken voor de Faculteit Diergeneeskunde van de Universiteit Gent. Aan de andere oever kwam op de plaats van het voormalige Rasphuis de Rijkslandbouwhogeschool.
In de 19e eeuw verrezen langs de Coupure een metaalconstructiebedrijf, een katoenspinnerij, een ijzergieterij, brouwerijen en stokerijen. De klachten van de bewoners van onder meer de Iepenstraat en Wijngaardstraat over overlast van de industrie waren legio. De Kerckhove werd de belangrijkste leverancier van stoommachines in Gent. Men bouwde de toenmalig krachtigste (2000 pk) ter wereld in 1875. In 1934 fusioneerde de firma met Carels uit Gent om later omgevormd te worden tot de ACEC-bedrijven.
Bij de Rozemarijnbrug staat de 'Brasserie Napoleon', later 'De Walrus', en nog later 'Marengo' waar tot 1875 oud-strijders van Napoleon Bonaparte vergaderden tot de laatste in dat jaar de 'pijp aan Napoleon' gaf.
Na 1860 kreeg de Coupure een meer residentieel karakter. Molens en fabrieken verhuisden naar buiten de wallen. In plaats daarvan kwamen beluiken, huizen voor arbeiders, in de straten links en rechts van de Coupure, vanaf de jaren dertig van de 19e eeuw. Ze werden gebouwd in de straten achter de mooie herenhuizen langs de Coupure.
Arbeiders en hun kinderen mochten zich niet vertonen aan de bewoners van de herenhuizen. Ze werden nog tot aan het begin van de 20e eeuw weggejaagd.
Vanaf 1993 werd de straat op de zuidwestoever (Coupure-Links) uitgebouwd tot de bekendste en drukste fietsverbinding in Gent. In 2016 en 2022 werden daarom fietsonderdoorgangen gebouwd onder de twee drukste verkeersbruggen over de Coupure (Rozemarijnbrug en Contributiebrug). In 2018 werd het fietspad achter de bomenrij een voetpad en verhuisden fietsers naar de rijbaan, die een fietsstraat werd.

## Horeca
Er zijn aan de Coupure twee cafés, Café Koepuur en De Walrus

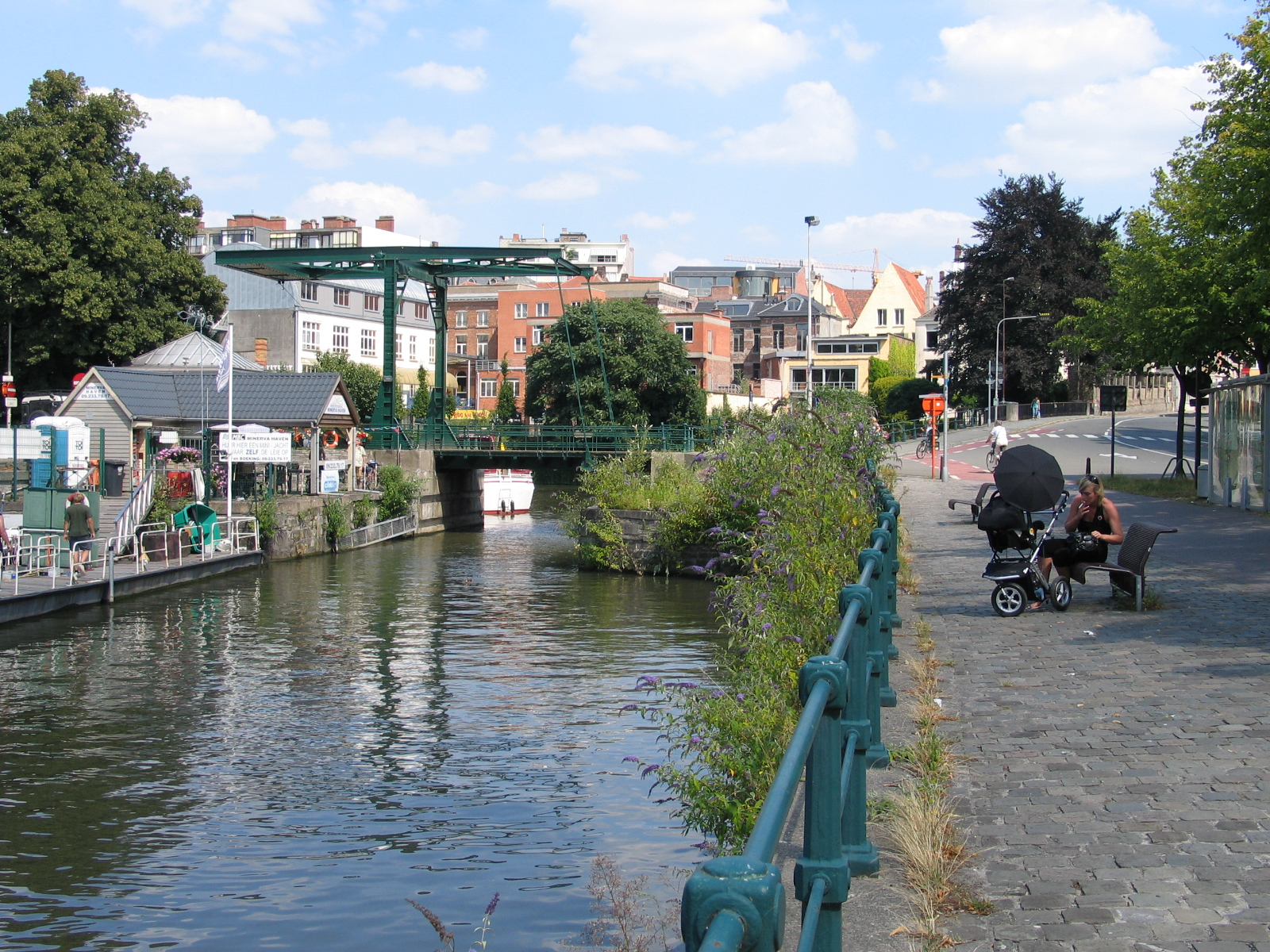
De Sint-Agnetebrug over de Coupure met in de achtergrond de Leie
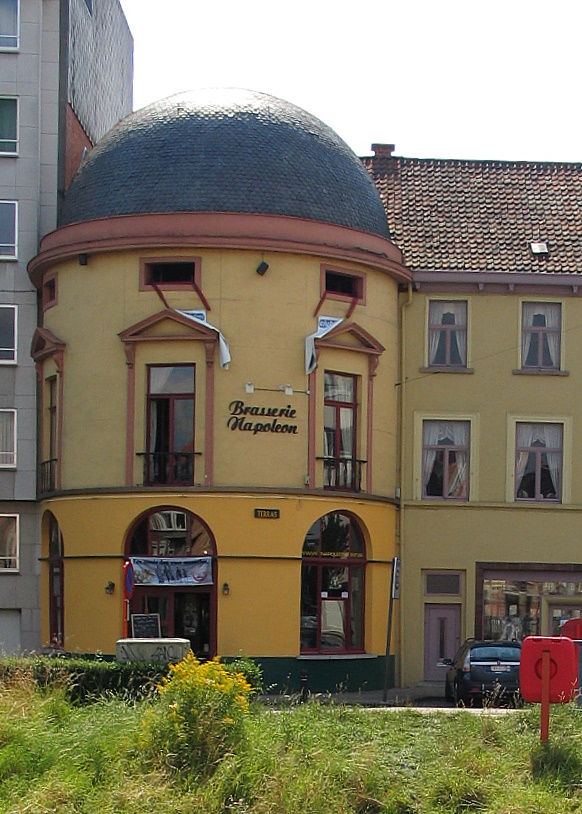
Brasserie Napoleon (nu Marengo)
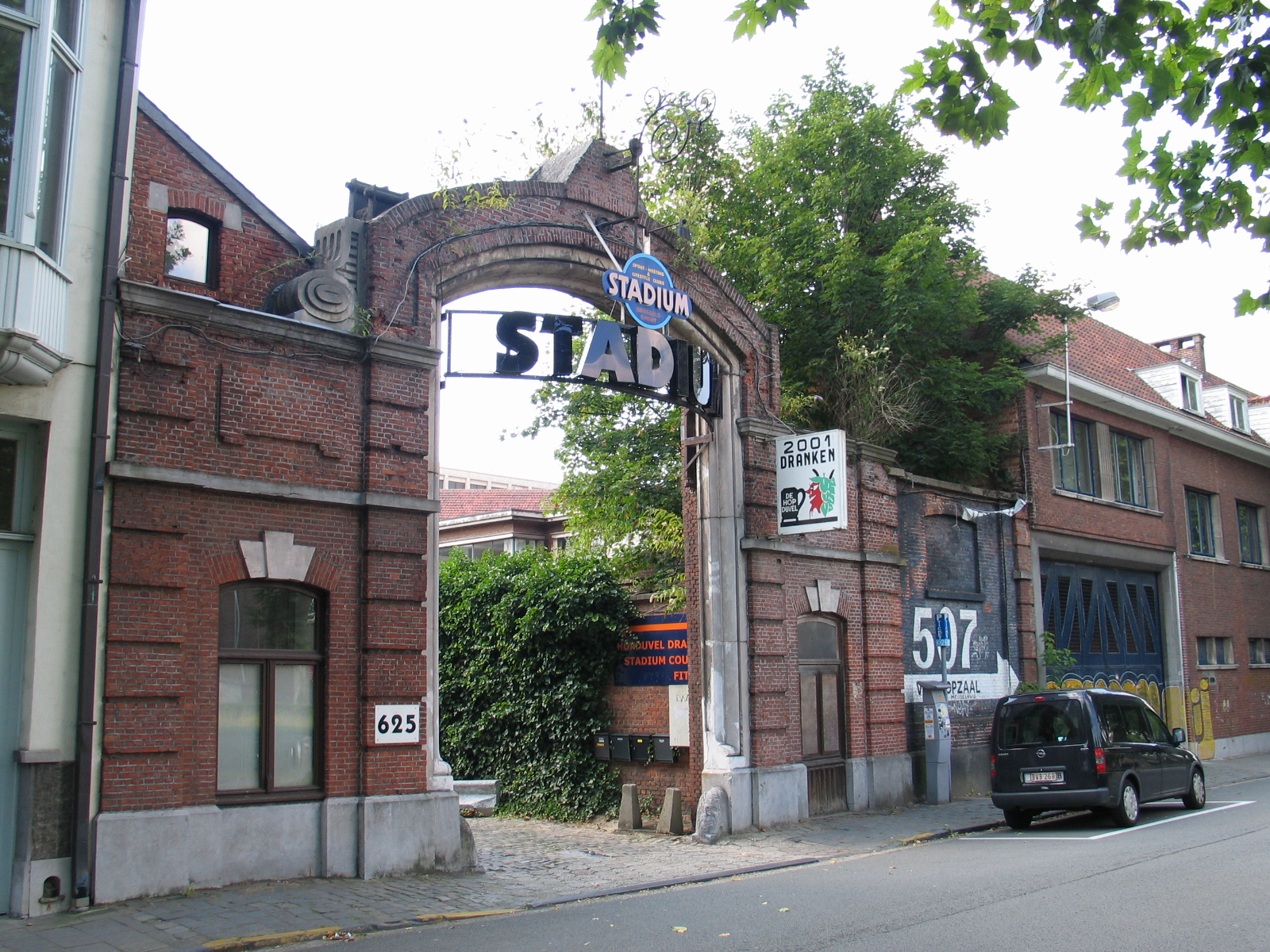
Ingang van De Kerckhove (zie tekst)
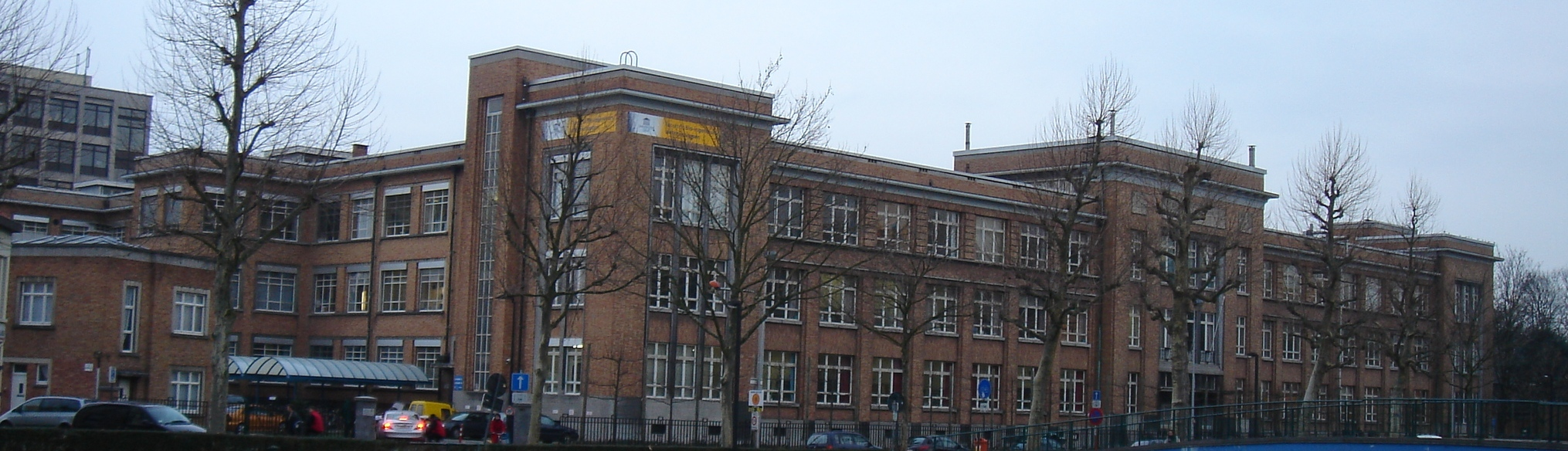
Faculteit Landbouw-wetenschappen (zie tekst)